# Sint-Agathakapel (Biwisch)

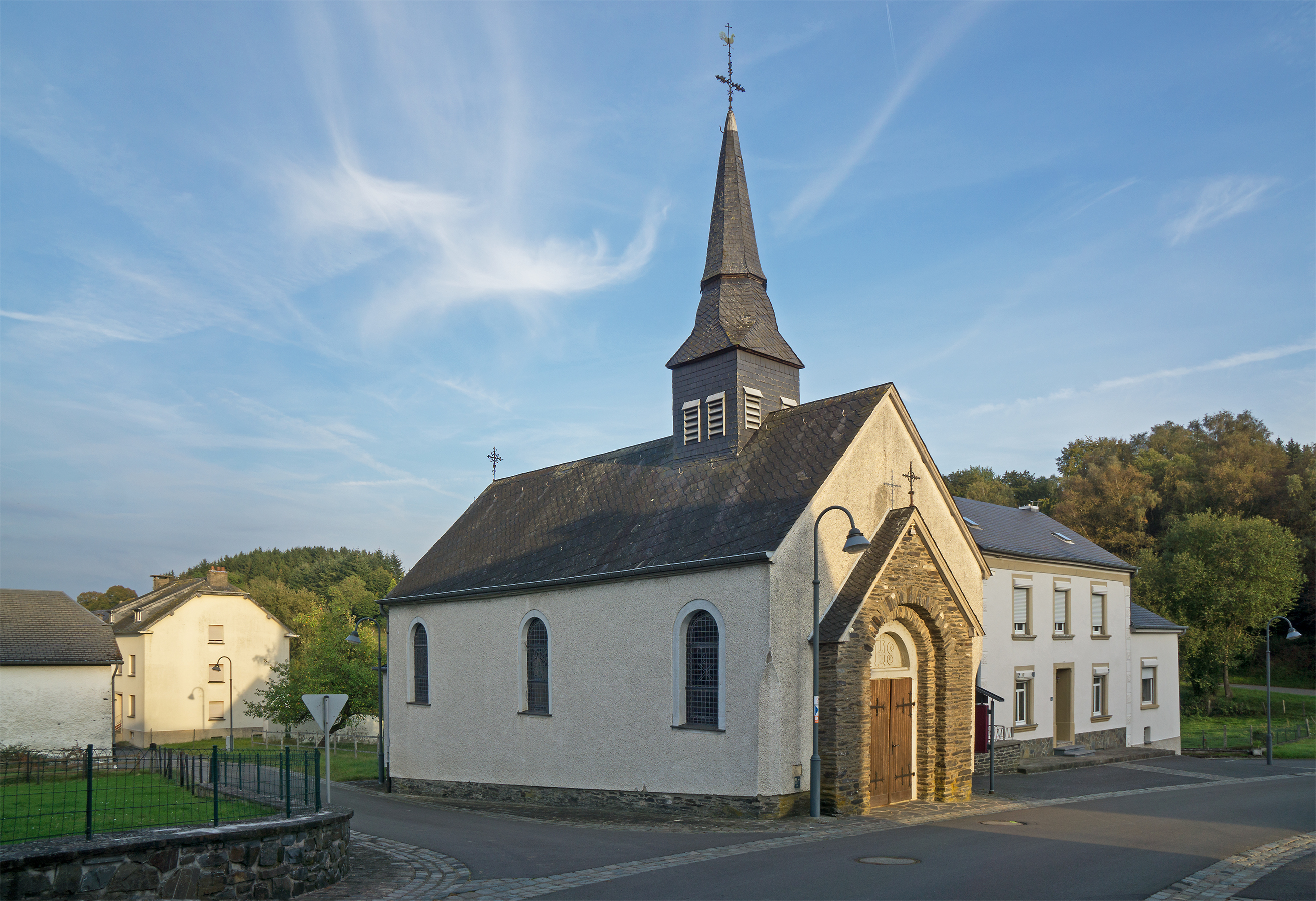
Sint-Agathakapel

De Sint-Agathakapel is een betreedbare kapel in Biwisch in de gemeente Troisvierges in Luxemburg. De kapel staat aan de hoofdstraat van het dorp aan de Am Duarreff
De kapel is gewijd aan Agatha van Sicilië.

## Opbouw
Het georiënteerde gebouw is een eenvoudig zaalkerkje. Het bestaat uit een eenbeukig schip met drie traveeën en een driezijdige koorsluiting (apsis). Op het dak staat een dakruiter op vierkant grondplan met een ingesnoerde torenspits. Het gebouw is verder voorzien van rondboogvensters.